# فيرجينيا غيلدرسليف
فيرجينيا غيلدرسليف (بالإنجليزية: Virginia Gildersleeve)‏ هي أستاذة جامعية أمريكية، ولدت في 3 أكتوبر 1877 في نيويورك في الولايات المتحدة، وتوفيت في 7 يوليو 1965.